# Saison 2016 de l'équipe cycliste Funvic Soul Cycles-Carrefour
La saison 2016 de l'équipe cycliste Funvic Soul Cycles-Carrefour est la septième de cette équipe.

## Déroulement de la saison
Fin 2016, la révélation de trois contrôles positifs dans son effectif (João Gaspar, Kléber Ramos et Ramiro Rincón), en moins de deux mois, entraîne la suspension de toutes compétitions internationales pour la formation, pour une durée de trois mois, comme le stipule l'article 7.12.1 des règles antidopage de l'UCI,.

## Coureurs et encadrement technique

### Effectif
| Cycliste           | Date de naissance | Nationalité | Équipe 2015                 |  |
| ------------------ | ----------------- | ----------- | --------------------------- |  |
| Murilo Affonso     | 19 juin 1991      | Brésil      | Funvic-São José dos Campos  |  |
| André Almeida      | 16 décembre 1992  | Brésil      | Funvic-São José dos Campos  |  |
| Otávio Bulgarelli  | 15 octobre 1992   | Brésil      | Funvic-São José dos Campos  |  |
| Flávio Cardoso     | 12 octobre 1980   | Brésil      | Funvic-São José dos Campos  |  |
| Francisco Chamorro | 7 août 1981       | Argentine   | Funvic-São José dos Campos  |  |
| Alex Diniz         | 20 octobre 1985   | Brésil      | Funvic-São José dos Campos  |  |
| João Gaspar        | 19 février 1992   | Brésil      | Funvic-São José dos Campos  |  |
| Nathan Mahler      | 17 janvier 1996   | Brésil      |                             |  |
| Carlos Manarelli   | 13 février 1989   | Brésil      | Funvic-São José dos Campos  |  |
| Magno Nazaret      | 17 janvier 1986   | Brésil      | Funvic-São José dos Campos  |  |
| Pedro Nicácio      | 13 octobre 1981   | Brésil      |                             |  |
| Antonio Piedra     | 10 octobre 1985   | Espagne     |                             |  |
| Roberto Pinheiro   | 9 janvier 1983    | Brésil      | Funvic-São José dos Campos  |  |
| Rodrigo Quirino    | 12 avril 1996     | Brésil      |                             |  |
| Kléber Ramos       | 24 août 1985      | Brésil      | Funvic-São José dos Campos  |  |
| Pablo Urtasun      | 29 mars 1980      | Espagne     | Ukyo                        |  |
| Stagiaire          | Date de naissance | Nationalité | Équipe 2016                 |  |
| Luís Mendonça      | 16 janvier 1986   | Portugal    | Sicasal-Constantinos SA-Udo |  |
| Ramiro Rincón      | 17 mars 1987      | Colombie    | ADF-Guarulhos               |  |
| Gabriel Silva      | 6 mai 1997        | Brésil      | Clube Dataro-Gigantech      |  |

## Bilan de la saison

### Victoires
| Date       | Course                                          | Pays   | Classe | Vainqueur      |
| ---------- | ----------------------------------------------- | ------ | ------ | -------------- |
| 06/04/2016 | 1re étape du Tour du Rio Grande do Sul          | Brésil | 2.2    | Murilo Affonso |
| 10/04/2016 | Classement général du Tour du Rio Grande do Sul | Brésil | 2.2    | Murilo Affonso |
| 26/06/2016 | Championnat du Brésil sur route                 | Brésil | CN     | Flávio Cardoso |

### Résultats sur les courses majeures
Les tableaux suivants représentent les résultats de l'équipe dans les principales courses du calendrier international dans lesquelles l'équipe bénéficie d'une invitation (les cinq classiques majeures et les trois grands tours). Pour chaque épreuve est indiqué le meilleur coureur de l'équipe, son classement ainsi que les accessits glanés par Funvic Soul Cycles-Carrefour sur les courses de trois semaines.

#### Classiques
| Classique            | Milan-San Remo | Tour des Flandres | Paris-Roubaix | Liège-Bastogne-Liège | Tour de Lombardie |
| -------------------- | -------------- | ----------------- | ------------- | -------------------- | ----------------- |
| Coureur (classement) | Non invitée    |                   |               |                      |                   |

#### Grands tours
| Grand tour           | Tour d'Italie | Tour de France | Tour d'Espagne |
| -------------------- | ------------- | -------------- | -------------- |
| Coureur (classement) |               |                |                |
| Accessits            |               |                |                |